# U-Jin
U-Jin (遊人 yū jin?) (15 de junio de 1959, prefectura de Yamaguchi, Japón), es un mangaka japonés especializado en los géneros ecchi y hentai. Es uno de los autores de manga erótico más conocidos por los aficionados, con un inconfundible estilo de dibujo que ha popularizado en todo el mundo las U-Jin Girls. Sus obras más relevantes son Angel y Sakura Mail.

## Trabajos
- Angel (1988)
- Konai Shasei (School Life) (1989)
- U-Jin Brand (1991)
- Juliet (1992)
- Super DNA Frogmen Fighters (1993)
- Vixens (1994)
- Sakura Tsuushin (Sakura Diaries o Sakura Mail) (1995)
- Fobia (1995)
- Private Psycho Lesson (1996)
- Peach (2000)
- Gakuen Tengoku (School Heaven) (2003)
- Angel-season 2 (2014)
- Hyoju Kyoushitsu (2018)